# Forndom
Forndom ist ein Nordic-Ritual-Folk-Projekt des schwedischen Multiinstrumentalisten Ludvig Swärd aus Svealand. Seit 2015 steht es bei Nordvis Produktion unter Vertrag. Bei dem Namen Forndom handelt es sich um eine Rekomposition aus altnordisch fordom mit schwedisch forn.

## Geschichte
Swärd erlangte zunächst mit Landschaftsfotografien Aufmerksamkeit über seinen Blog auf der sozialen Plattform Tumblr. Unter der künstlerischen Vision, seinen Bildern einen Klang zu verleihen, entstand die EP Flykt (deutsch: „Flucht“), welche er zunächst 2014 über sein eigenes Label Heathen Harnow in streng limitierter Auflage auf 50 Exemplare veröffentlichte. Nordvis Produktion wurde so auf das Projekt aufmerksam und nahm Svärd 2015 unter Vertrag. Es kam zur Neuauflage der EP am 19. Juni 2015. Alle Instrumente der EP wurden virtuell mithilfe einer Digital Audio Workstation aufgenommen.
Für die Aufnahmen des Debütalbums Dauðra Dura (deutsch: „Pforten des Todes“) beschied Svärd, auf natürliche Instrumente zu setzen. Hierbei kommen traditionell nordische Instrumente wie die Tagelharpa, die Näverlur (eine norwegische Rindentrompete) und mit der Vevlira eine Drehleier nach schwedischer Bauart zum Einsatz. Zunächst erschien am 12. Oktober 2015 die Vorabsingle Svitjod zum Download, ehe das Album am 29. Januar 2016 veröffentlicht wurde.

## Diskografie
- 2014: Flykt (EP, CD, Eigenverlag; CD/LP, Nordvis Produktion)
- 2016: Dauðra Dura (Album, CD/LP, Nordvis Produktion)
- 2020: Faþir (Album, CD/LP, Nordivs Produktion)
- 2023: Alster (Remixalbum, CD, Nordvis Produktion)
- 2024: Moþir (Album, CD/LP, Nordivs Produktion)

Beiträge auf Kompilationen (Auswahl):
- 2016: Resan auf Kapitel I (CD, Nordvis Produktion)
- 2017: Blotet auf Samhain Celebration (MC, Heimat Musik)
- 2024: Gro auf Nordvisor - Ett Samlingverk Från Nordvis (2xLP, Nordvis Produktion)